# دونگه سوارچه
دونگه سوارچه (به صربی: Donje Svarče) یک منطقهٔ مسکونی در صربستان است که در بلاتسه واقع شده‌است. دونگه سوارچه ۱۲۲ نفر جمعیت دارد.